# Georges Bidault
Georges-Augustin Bidault [žorž ógystén bidó] (5. října 1899, Moulins – 27. ledna 1983, Cambo-les-Bains) byl francouzský politik.

## Politická kariéra
Ve dvou obdobích byl premiérem Francie (1946, 1949–1950). Třikrát byl jmenován ministrem zahraničí (1944–1946, 1947–1948, 1953–1954), zastával i post ministra obrany (1951–1952). Patřil k zakladatelům pravicové politické strany Mouvement Républicain Populaire, v letech 1949-1952 byl jejím předsedou. Po pádu Čtvrté republiky založil novou Křesťansko-demokratickou stranu. Byl též člen nacionalistické paravojenské organizace Organizace tajné armády (Organisation de l'armée secrète), která se snažila násilně zabránit Alžírsku v získání nezávislosti. Kvůli Alžírsku se Bidault dostal i do sporu s Charlesem de Gaullem a musel roku 1962 dokonce odejít do exilu. Vrátil se do vlasti roku 1968, založil další pravicový subjekt Mouvement pour le justice et la liberté, ale ten se již nestal nijak vlivný.